# Pelophylax cretensis
La rana cretense (Pelophylax cretensis) es una especie de anuro perteneciente a la familia Ranidae.

## Distribución
Es un endemismo de la isla de Creta (Grecia). Se encuentra a altitudes por debajo de 100 m sobre el nivel del mar.
Su hábitat natural es la vegetación de tipo mediterráneo, en ríos, arroyos, lagos permanentes o temporales, y terrenos agrícolas. 
Su mayor amenaza es la pérdida de hábitat y la competencia con la especie introducida Rana toro americana (Lithobates catesbeianus).

## Descripción
Los adultos de esta especie miden entre 50 y 80 mm de longitud. El dorso es de color gris claro con manchas oliváceas. El vientre es de color claro grisáceo. Los sacos bucales de los machos son de color gris.

## Publicación original
- Beerli, P., H. Hotz, H. G. Tunner, S. Heppich & T. Uzzell, 1994 : Two new water frog species from the Aegean Islands Crete and Karpathos (Amphibia, Salientia, Ranidae). Notulae Naturae of the Academy of Natural Sciences of Philadelphia, vol. 470, p.1-9 (texto íntegro).